# Saint-Avit, Tarn

Saint-Avit este o comună în departamentul Tarn din sudul Franței. În 2009 avea o populație de 245 de locuitori.

## Evoluția populației
| An        | 1975 | 1982 | 1990 | 1999 | 2006 | 2009 |
| --------- | ---- | ---- | ---- | ---- | ---- | ---- |
| Populație | 126  | 123  | 135  | 121  | 189  | 245  |